# Misteriosa Buenos Aires
Misteriosa Buenos Aires es una obra de ficción del escritor argentino Manuel Mujica Láinez compuesta por 42 relatos breves cuya acción está centrada en la ciudad de Buenos Aires, desde su primera fundación en 1536 hasta el año 1904. Las historias de la colección pertenecen en su mayoría al género realista, aunque los hay también fantásticos y maravillosos. Se combinan en el libro personajes reales y ficticios en una prosa sumamente lírica y ornamentada, característica del autor.

## Estructura, temáticas y estilo
En cuanto a la estructura, puede observarse que el título de cada relato está acompañado por un paréntesis que indica el año en el que transcurre la acción, y a través de esta progresión temporal es que se da lugar a la aparición de ciertas temáticas centrales de la obra, como la oposición antagónica civilización-barbarie, la idea de Buenos Aires como un infierno (a la vez que la promesa de una tierra de oportunidades), el amor, la amistad, la muerte, los celos y la venganza como hechos inseparables de la vida, y la animalidad y la decadencia del ser humano.
Los cuentos poseen una estructura clásica y suelen tener un final sorprendente e inesperado para el lector. 
En lo que respecta al estilo, la prosa de Misteriosa Buenos Aires presenta un lenguaje culto y refinado, cargado de adjetivos que hacen de esta una obra poética, donde por momentos la crudeza de lo narrado contrasta bellamente con la exquisitez de la forma.
Según Victorino Polo García, crítico y profesor de la Universidad de Murcia, "hay cuatro ejes temáticos que argumentan esta colección de relatos -amor, maldad, mito y religión y marginación-", siendo el amor el tema que aparece con más frecuencia. "Son amores desgraciados, por lo que más que amor, lo que predomina es la imposibilidad de obtenerlo, ya que cuando el personaje cree lograrlo hay algo que falla y lo niega."

## Filmografía
De la misteriosa Buenos Aires es un film argentino realizado en 1981, inspirado en la obra de Manuel Mujica Lainez; en el mismo se pueden apreciar los cuentos "El hambre", "La pulsera de cascabeles" y "El salón dorado".

## Principales cuentos

### El hambre (1536)
“El hambre” es el primer cuento del libro Misteriosa Buenos Aires. La acción de este relato se sitúa en Buenos Aires, en el año 1535, año de la primera fundación de la ciudad.
Género: Narrativo.
En el texto, un grupo de españoles va a América a fundar la ciudad de Buenos Aires, que para el momento la componían solo un par de manzanas. Pero en el proceso, los locales sitian a los extranjeros, dejándolos tan solo con la comida que les quedaba guardada. Buenos Aires es así presentada como un lugar infernal: "Alrededor de la empalizada desigual que corona la meseta frente al río, las hogueras de los indios chisporrotean día y noche. En la negrura sin estrellas meten más miedo todavía. Los españoles, apostados cautelosamente entre los troncos, ven al fulgor de las hogueras destrenzadas por la locura del viento, las sombras bailoteantes de los salvajes."
El hambre lentamente los lleva a la locura, que desemboca en que tres de los soldados españoles se coman el muslo de un caballo robado para satisfacer sus apetitos, pero cuando los descubren son ahorcados en el centro del campamento. Baitos, el ballestero, padeciendo la hambruna, piensa que el Adelantado (don Pedro de Mendoza, fundador de la ciudad) y sus capitanes disfrutaban de grandes festines mientras él sufre con las entrañas arañadas. Su locura debida a la apetencia lo lleva a planear esa misma noche el robo de uno de los cuerpos ahorcados, durante el turno de guardia de su hermano Francisco. Él y su hermano habían intentado canjear un valioso anillo (regalo de su madre) por algo de comida, pero nadie aceptaba el trueque.
Caída la noche, Baitos se dirige hacia las horcas en busca de aquel festín de cuerpos mutilados. A tan solo unos pasos, aparecen cuatro sombras, cuatro jefes disfrutando de una fogata, y entre ellos deslumbraba la figura de un italiano engreído alardeando su capa de pieles de nutria, quien atrae el odio y locura de Baitos. “El hambre y el odio ahogan al ballestero. Quiere gritar mas no lo consigue y cae silenciosamente desvanecido sobre la hierba rala”. Pocos minutos después, cuando recobra el sentido, Baitos se incorpora rápidamente y mira hacia las horcas; ni su hermano ni los tres jefes se encontraban allí, solamente aquel italiano soberbio que se interponía entre él y los cadáveres. La incontrolable tentación de aquel festín que lo esperaba en las horcas lo lleva a matar al arrogante genovés. Luego de apuñalarlo salvajemente y comenzar a devorarlo, Baitos ve el anillo de su madre en la mano que estaba mordiendo, y al voltear el cadáver reconoce el rostro de su hermano. 
“No piensa en el horror de lo que está haciendo, sino en morder, en saciarse. Sólo entonces la pincelada bermeja de las brasas le muestra más allá, mucho más allá, tumbado junto a la empalizada, al corsario italiano. Tiene una flecha plantada entre los ojos de vidrio. Los dientes de Baitos tropiezan con el anillo de plata de su madre, el anillo con una labrada cruz, y ve el rostro torcido de su hermano, entre esas pieles que Francisco le quitó al cuatralbo después de su muerte, para abrigarse. El ballestero lanza un grito inhumano. Como un borracho se encarama en la estacada de troncos de sauce y ceibo, y se echa a correr barranca abajo, hacia las hogueras de los indios. Los ojos se le salen de las órbitas, como si la mano trunca de su hermano le fuera apretando la garganta más y más.”
Mujica Lainez presenta el tema de la civilización y barbarie, opuestos antagónicos desarrollados por Domingo Faustino Sarmiento, y la idea de que ambos conceptos son en cierto sentido arbitrarios y pueden confundirse. Dentro del relato, los españoles (supuesta “civilización”, en comparación con los indios) se comen entre sí, transformándose en verdaderos bárbaros. La moneda y los objetos de valor (como el anillo de Francisco),  bienes “civilizados” utilizados en el comercio, pasan a ser inservibles, y el antiguo sistema  de “trueque” comienza a implementarse. La codicia ha llevado a los españoles a un infierno del que no podrán salir, donde –irónicamente- el tan preciado oro y demás riquezas no solo son inútiles sino que también son lo que hace reconocer al personaje principal la animalidad de los actos cometidos.

### El primer poeta (1538)
“El primer poeta” es un relato en tono de ficción ambientado en las excursiones de Pedro de Mendoza y los genoveses a Buenos Aires en el año 1538.
El personaje principal del cuento es el Fray Luis Miranda de Villafañe, dramaturgo, soldado y poeta, quien recorre la aldea en su mula intentando cantar las estrofas de su poema a distintas personas de Buenos Aires (entre ellas, el párroco Julián Carrasco, el teniente del gobernador Ruiz Galán, Isidro de Carvajal y Ana de Arrieta), pero todos se niegan a escucharlo, por distintas razones. 
Siendo su última opción, y sabiendo que iba a ser escuchado, se dirige a la morada de Isabel de Guevara, en la cual había una fiesta donde los genoveses tomaban el vino que habían traído en sus barcos. Al llegar, ve a Isabel desnuda en un sillón, rodeada de hombres italianos. Isabel se levanta a saludarlo y le demuestra tanto amor que incomoda a los hombres que se hallaban en la fiesta. Furioso, no aceptando la situación que había visto, un bravucón, que estaba muy borracho, rocía con su perfume al Fray Luis de Miranda, dejándolo parcialmente ciego. El poeta, quien también había bebido, saca su espada e intenta atacar en respuesta, pero falla. Aprovechándose de la ceguera de su contrincante, el provocador coge su cuchillo y se abalanza sobre el Fray, y le corta el pómulo.
Luego, los que observaban la situación toman al poeta y lo arrojan, sangrante y herido, fuera de la casa. Con sus últimas fuerzas, recoge sus poemas ensangrentados y se aleja llorando en su mula mientras cae la noche. Se detiene y empieza a relatar las estrofas de su poema a la naturaleza, que se calla para escucharlo.

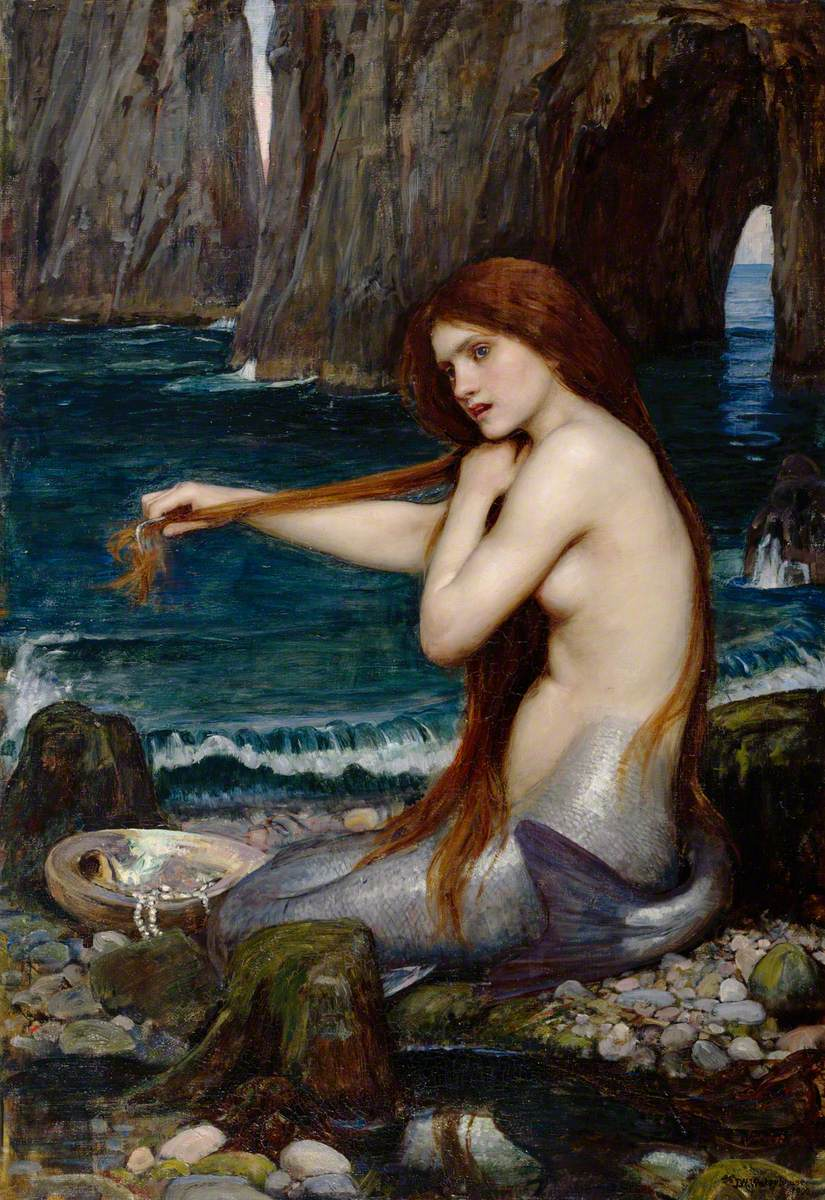
"Una sirena", óleo de J. W. Waterhouse.

### El libro (1605)
“El libro” es el sexto cuento de la obra literaria Misteriosa Buenos Aires, publicada en 1950.
El relato se encuentra ambientado en 1605 en una pulpería de Buenos Aires. Entre los personajes se describen al pulpero y a su hija, ambos analfabetos, y a un grupo de hombres conformado por un molinero flamenco, un soldado, un escribano y un dominico, quienes se encuentran en la pulpería jugando al “Lansquenete” (juego de cartas alemán).
El pulpero, contrabandista, se encuentra desclavando unas cajas de mercadería para descargar los fardos traídos de Porto Bello. En el transcurso del proceso, el pulpero se da cuenta de que al fondo de la caja se encontraba un libro. Anonadado, trata de inducir su contenido, pero al ser analfabeto las letras no le transmiten nada y lanza el objeto al grupo de hombres. El escribano lo toma y, mientras jugaba a las cartas, con la otra mano lo empieza a hojear. Sus compañeros le reclaman su atención y empiezan a discutir. El dominico, luego de haber hojeado el principio del libro, exclama que no tiene sentido discutir sobre él; pues lo denomina un libro de burlas.
Mientras tanto, la hija del pulpero se cansa de esperar a su amante (llamado Lope) y se marcha a su habitación. Luego de un rato, espía por la puerta y ve a Lope leyendo el libro. Ella se lo saca y trata de leerlo, pero no puede. Entonces comienza a arrancar las hojas del volumen, que no es otro que Don Quijote de la Mancha, y se las empieza a pasar por sus cabellos, llorando. 
"Entonces, con deliberada lentitud, rasga las hojas al azar, las retuerce, las enrosca en tirabuzón y las anuda en sus rizos dorados. Se acuesta, transformada su cabellera en la de una medusa caricaturesca, entre cuyos bucles absurdos asoman, aquí y allá, los arrancados fragmentos de Don Quijote de la Mancha. Y llora."

### Las ropas del maestro (1608)
Este cuento, perteneciente a la colección Misteriosa Buenos Aires, trata sobre la extraña relación entre un profesor y un alumno, en una escuela de los principios del siglo XVII. El alumno, Juan Cordero, "un morenito medio portugués", y el profesor, Felipe Arias de Mansilla, de tan solo 19 años de edad, mantenían una amistad previa a que Felipe conociera a su enamorada, Beatriz, una muchacha de la alta sociedad porteña.
Felipe, en el afán de conquistarla, adquiere con un gran sacrificio económico unas elegantes prendas que harían que Beatriz finalmente se fije en él: “Beatriz no le volverá a ver con esa traza de pobre diablo”. Esto despierta grandes celos en Juan Cordero, quien demuestra sentir más que una simple amistad por su profesor: “Nada cambiaba el moreno por esas tardes de vacación, por esas tardes cortadas de risas, por esos silencios en que su respiración se apresura y en los que debe detenerse para no rozar con la suya la mano abandonada del maestro”.
Juan Cordero haría lo imposible para cumplir su deseo, el que ambos compartían antes de la llegada de esta mujer; el de ir juntos a España. Felipe, en cambio, en lo único que pensaba era en Beatriz: “¿Salamanca? ¿Latines? No; Felipe Arias de Mansilla quedará ahora aquí, en Buenos Aires, junto a Beatriz, para siempre. Que Juan Cordero se vaya, si lo desea”.
Juan ansiaba una oportunidad para acabar con esta relación, y esta se le dio al término de una clase, cuando Felipe le pide que se quede cuidando el cuarto donde se hospedaba. Esto le dio a Juan lo que tanto estaba buscando, un momento a solas con "el enemigo". Despiadadamente y de una forma animal, Juan, de varias puñaladas, desgarra las prendas hasta convertirlas en “un bulto de trapos confusos”, acabando así con todas las esperanzas que tenía Felipe de conquistar a Beatriz.

### Los pelícanos de plata (1615)
Este cuento es el número IX del libro y su trama transcurre en 1615, tiempo después de la llegada de Juan de Lucas a la ciudad.
Melchor Míguez, un prestigioso platero, es sentenciado por el Cabildo a cumplir un castigo tras apuñalar en la cara al amante de su mujer.
La pena consiste en realizar un sello de pelícanos de plata con el cual se pretende marcar las armas de la ciudad.
Melchor tiene veinte días para realizar su trabajo, y los aprovecha también para vengarse de su mujer. Durante dicho lapso él la mantiene encerrada y la azota diariamente. Solamente al terminar su labor la deja libre de hacer lo que quiera, pero, llegado el vigésimo día, comienza a reflexionar y se da cuenta de que le gustaría poder estar con ella, si la traición no hubiese ocurrido. En ese momento, la mujer, con sus últimas fuerzas, toma el sello de plata y se lo incrusta en la frente, dejándole la marca de los pelícanos. Tras asesinarlo, huye con su amante.
El cuento desarrolla diversas temáticas que se pueden encontrar en varios de los cuentos de esta colección, entre ellos, la idea del karma, la traición y la venganza. El karma se puede ver en la muerte de Melchor, ya que fallece de una herida en la cara, como la que él había hecho en el rostro del amante de su esposa, delito por el cual él fue condenado. La temática de la traición se observa en el engaño de la mujer de Melchor, quien es encontrada con su amante. Por último, la venganza es el castigo que el platero aplica a su mujer (que luego desemboca en el karma), y que a la vez se encarna en su esposa, quien también venga a su amante. En una Buenos Aires donde gobierna la traición y la codicia, el adulterio se presenta como una posibilidad de amor real.

### El espejo desordenado (1643)
“El espejo desordenado” es un cuento fantástico ambientado en Buenos Aires en el año 1643, durante la Guerra de Restauración Portuguesa (lo cual explica la discriminación y tensión entre españoles y portugueses en el Virreinato presente en el texto). El relato sigue la historia de Simón del Rey, un exitoso prestamista portugués y judío, quien finge constantemente ser español y católico. Está casado con Doña Gracia, una española muy hermosa, de la cual se infiere que le fue repetidas veces infiel (“Alguna vez se escapa de los labios de su mujer un nombre: un nombre y nada más, que se echa a nadar con agilidad de pececillo entre las sábanas, las almohadas y las tablas de devoción […] Al día siguiente Doña Gracia deberá explicar quién es Diego o quién es Gonzalo, y siempre son parientes lejanos o amigos de su hermano mayor que acudían a su casa cuando era niña”). 

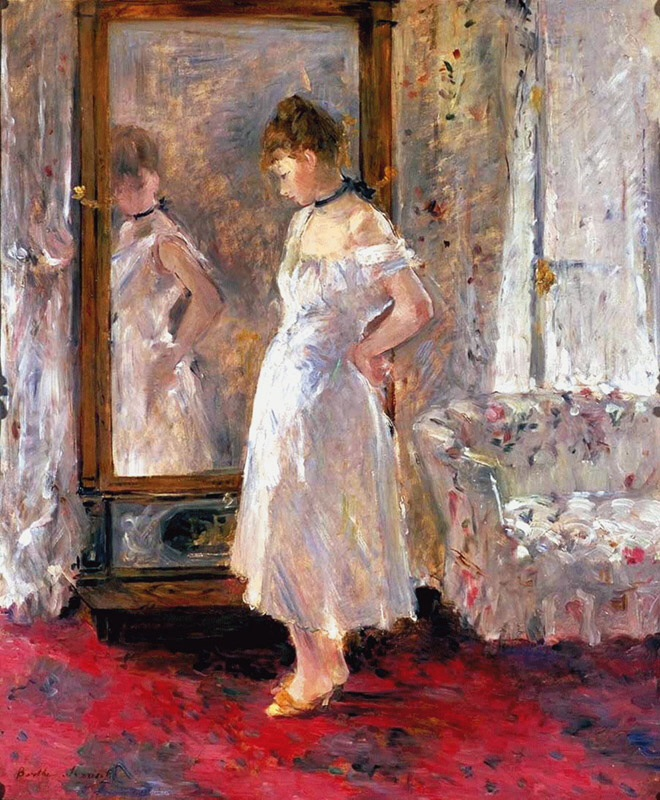
"La psyché" de Berthe Morisot

El cuento comienza con la llegada de un espejo, regalo de un socio de Simón que vive en Chile, que inmediatamente capta la atención del matrimonio. Era un espejo veneciano muy hermoso que (los personajes lo descubren luego) poseía la misteriosa característica de reflejar cosas anteriores o posteriores al tiempo en el que se encontraba. Simón lo hace colocar en su habitación, frente al lecho. Ambos sienten inquietud por el espejo, y aunque Simón es el primero en ver una escena que no correspondía con la actual, es Doña Gracia la primera que expresa esa inquietud de forma más seria: “-El espejo está embrujado [....] Porque hoy he visto en él algo que no es de hoy sino de ayer”. Sin embargo, Simón no lo toma muy en serio ya que está pensando en un viaje de negocios. A la vuelta de dicho viaje Simón se obsesiona con el espejo. La noche luego de su regreso, en el lecho, Simón vislumbra en el espejo no la imagen de Doña Gracia esperándolo sino la imagen de su mujer en brazos del mensajero de su socio, quien le trajo el espejo. Simón, que ya se estaba obsesionando con la infidelidad de su mujer, se enoja de gran forma pero lo oculta, mientras que piensa una forma de castigarla. Mientras que estaba pensando en estas cosas, vislumbra en el espejo una escena: ve al alcalde mirándolo con un gesto torcido mientras dos guardias se lo llevan a la fuerza de su habitación. Simón deduce que esto ocurriría en el futuro, luego de que asesinara a su mujer por haberle sido infiel. Sin embargo, no llega a cumplir su cometido, pegarle "hasta que las manos le duelan", pues incluso antes de poder planearlo, entra el alcalde a reclamarle que, como portugués, debería haber entregado todas las armas que poseyese unos días antes. Esto hace saltar la enorme ira acumulada de Simón por lo cual insulta al alcalde. Es condenado a ir a prisión y, culpando al espejo, arroja hacia él lo más cercano que tenía: un Cristo, para romperlo de una vez por todas. Simón termina yendo de tribunal en tribunal y sus causas se desdibujan y exageran, por ejemplo, al haber dicho que “el Cristo maldito” (cuando en realidad se había referido al espejo) había sido culpable de su situación, lo que lo hace quedar como blasfemo, hasta garantizar que siempre permanecería allí, de prisión al tribunal, y de nuevo a la prisión... Pero nunca deja de querer vengarse de Doña Gracia, incluso de muy anciano. Y aunque Simón nunca lo sabría, ella se escapa con el mensajero arrastrada por "su pasión desesperada”.
Este cuento refleja varios temas propios de toda la antología Misteriosa Buenos Aires, como el tema del destino y cómo éste influye en la vida de las personas (puede verse en el espejo), la naturaleza siempre violenta y animal del hombre (los eternos deseos de venganza de Simón), y la desigualdad social y discriminación presente en todas y cada una de las épocas de la humanidad (en este caso, la discriminación hacia los portugueses y judíos). 

### El ilustre amor (1797)
En la Plaza Mayor se lleva a cabo la ceremonia fúnebre de quinto Virrey del Río de la Plata, su cuerpo es trasladado desde la que fue su residencia hacia la Catedral. 
y ella asa frente a su casa, se anima y sale, sumándose al cortejo llorando desesperadamente, y se acerca al difunto, sin pensar en el protocolo. Las cuatro hermanas de Magdalena, cuyos maridos desempeñan cargos en el gobierno de la ciudad, son quienes más se asombran.
"¡Mosca muerta! ¡Mosca muerta! ¡Cómo se habrá reído de ellas , para sus adentros, cuando le hicieron sentir, con mil alusiones agrias, su superioridad de mujeres casadas, fecundas, ante la hembra seca, reseca, vieja a los cuarenta años, sin vida, sin nada, que jamás salía del caserón paterno de la Plaza Mayor! ¿Iría el Virrey allí? ¿Iría ella al Fuerte? ¿Dónde se encontrarían?"
Gran parte de los presentes, en su mayoría señores importantes, se desconciertan ante el llanto de la mujer. Se preguntan quién será y qué vínculo habrá tenido con el Virrey don Pedro. Pero, comienzan luego a mostrar cierta consideración hacia ella, una especie de respeto hacia quien estuvo tan cerca de don Pedro.
Magdalena, sus hermanas y respectivos maridos, regresan a la gran casa vacía sin mediar palabra. Ella vivirá allí encerrada hasta el fin de sus días, como un objeto raro, precioso, casi legendario por haberse aproximado a un Virrey que jamás había visto.

### El cazador de fantasmas (1821)
“El Cazador de Fantasmas” es un relato breve de género fantástico perteneciente a la colección de cuentos Misteriosa Buenos Aires de Manuel Mujica Lainez. Transcurre en 1821 en Río de Janeiro, Brasil, a diferencia de la mayoría de los cuentos de dicho libro, cuya acción suele tener lugar en la ciudad de Buenos Aires.
Silvestre, el personaje principal del relato, es un hombre calvo, viejo y muy movedizo que se dedica a “cazar fantasmas” en la Corte de Río de Janeiro. Llegó de Portugal como criado de la Reina doña María de Braganza, y durante los trece años que pasó en Río de Janeiro se dedicó a cazar fantasmas todas las noches, y para el fin de su estadía ya había cazado doce. Silvestre no disfrutaba de su profesión, es más, esta lo afligía.
“-Silvestre, ¿te gusta tu oficio?
-No, señora, no me gusta.
-¿Por qué lo haces, entonces? Nadie te obliga.
-Alguien tiene que hacerlo.”
Acto seguido, la Princesa Carlota Joaquina -quien aspiraba a gobernar el Río de la Plata- le promete llevarlo con ella a Buenos Aires, donde no se encontraban fantasmas, por ser una tierra joven. Desde ese entonces Silvestre sueña con Buenos Aires.
“Después de la muerte de la Reina loca, Silvestre creyó que él también iba a morir. Le salvó el espejismo de Buenos Aires.”
Pero los planes de Carlota Joaquina de reinar el Río de la Plata se frustran y tras la caída de Napoleón en Europa ella ansía volver a Lisboa para reinar. La Marquesa de Lumiares le miente a Silvestre al decirle que partirán hacia Buenos Aires y no hacia Lisboa, apiadándose de su tristeza. El gobernador de Paraíba le pregunta a Joaquina qué hacer con los fantasmas, si ponerlos o no en libertad. A lo que ella responde “Haced lo que os plazca, pero a él, a Silvestre, no le hagáis mal…”. 
Esa misma noche dos hombres entran a la habitación donde Silvestre guardaba sus fantasmas y hienden los sacos colgantes. Al regresar a su habitación luego de la cacería nocturna, nota los sacos desventados. A la mañana siguiente lo encuentran acurrucado en una esquina, muerto.
El cuento siembra la duda de si fue asesinado por fantasmas, por insectos o por su propia locura, al aclarar que los hombres que fueron a liberar los fantasmas, al rasgar la bolsa “oyeron un ruido extraño, como si de su seno escapara un enjambre de abejas”.

### La adoración de los Reyes Magos (1822)
Este cuento, el N.º XXXIV de la colección, transcurre en la Iglesia San Juan el Bautista, en Buenos Aires, en el año 1822. El protagonista, Cristóbal, es un joven pobre y sordomudo que se dedica a limpiar la Iglesia en la que vive. De todos los objetos lujosos que se encuentran en San Juan el Bautista, el tapiz de La adoración de los Reyes Magos es lo que más le llama la atención debido a la interesante historia que le precede.

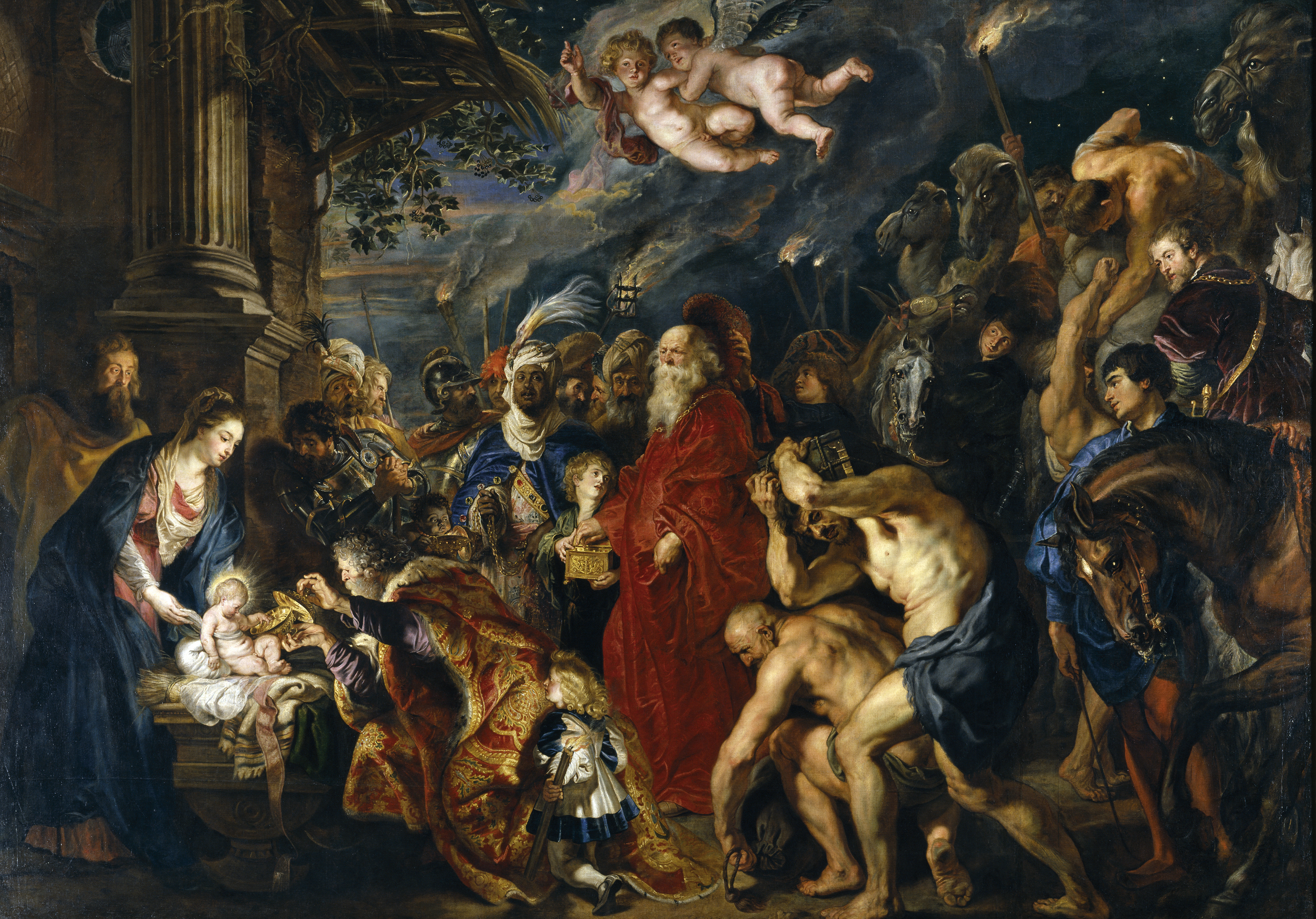
Lienzo "La adoración de los Reyes Magos", de Paul Rubens.

Una jornada, en el transcurso de la primera Misa del día, el sordomudo oye unos cuchicheos detrás de él, a pesar de que ha perdido la habilidad de la escucha cinco años atrás. En cuanto el capellán lee sobre el relato de la Epifanía: “Et apertis thesaurus suis obtulerunt ei munera, aurum, thus et myrrham”, que significa “Y abriendo sus tesoros, le presentaron regalos, oro, incienso y mirra”, Cristóbal es obligado por una fuerza mayor a voltear para enfrentarse con el imponente tapiz.
La escena del “Portal de Belén” que retrata el lienzo cobra vida a sus ojos, los personajes del tapiz le ceden el paso a Cristóbal, invitándolo a formar parte del trascendente acontecimiento sucediendo en la ilustración. En ese mismo instante una figura viril, de una larga barba rubia, le obsequia al Niño Dios un pincel. Este hombre resulta ser Peter Paul Rubens, el pintor del cuadro original de “La adoración de los Reyes Magos” (del cual el tapiz es una réplica). De esta manera, el humilde sordomudo se ve compelido a obsequiar una ofrenda: un plumerillo, que es todo lo que posee. Después de dar su obsequio, el paño “recobra su primitiva traza”; los murmullos cesan, y Cristóbal “regresa a su amurallada soledad”. No puede contar lo que ha visto y oído, dada su condición física y su analfabetismo.
El cuento presenta la idea de que Dios se revela de manera milagrosa a las personas más inesperadas. Mientras que el sacerdote de la iglesia "fingía" sus milagros (tiraba con una cuerda de la cabeza del Cristo para que este pareciera inclinarse en determinados momentos), un niño pobre y sordomudo presencia un bello e inesperado milagro oculto para todos los demás.

### El vagamundo (1839)
“El vagamundo” de Manuel Mujica Lainez es un cuento fantástico perteneciente a la serie Misteriosa Buenos Aires, ambientado en la ciudad homónima en el año 1839, y narra la vida de un hombre de origen judío que viaja por el mundo escapando del amor. Desde Israel ha viajado por el Asia Menor, luego por Europa y ha llegado hasta Buenos Aires para después seguir viaje por el resto de América del Sur.  “El amor, su viejo enemigo, le acecha, le ronda, como un animal que se esconde pero cuya presencia adivina alrededor, con uñas, con ojos ardientes“. Con el transcurso de la historia, descubrimos que el protagonista es inmortal (“su vida se mide por centurias“) desde un encuentro que tuvo con Jesús en su natal Israel: “Él era zapatero, en Jerusalén. Cuando el que arrastraba la  cruz se detuvo ante su  puerta y se apoyó en ella un instante, para recobrar las fuerzas, él le dijo ásperamente:
-Ve y sigue tu camino.
Y Jesús le respondió, escrutándole con los ojos húmedos:
Yo descansaré, pero tu caminarás hasta que regrese a juzgar a los mortales.”
Muchas veces quisieron matarle, en Vicenza trataron de ahorcarlo por espía “pero hasta las sogas más gruesas se rompieron“, y lo dejaron ir. En Alemania quisieron quemarlo, pero en Florencia “la multitud colmó la plaza de los Alberdi para verle, tocarle” y fue acogido como huésped ilustre por la Señoría; “en España lo llamaron Juan Espera-en-Dios“, y en Siena tuvo que sentenciar si el  cuadro de Cristo bajo la cruz de Andrea Vanni era acertado.
En apenas el cuarto día de su estadía en Buenos Aires él siente “ese amor que enciende sus llamadas secretas y que le obligará a partir”, cuando conoce a la sobrina del pulpero en cuyo local se estaba hospedando. Se da cuenta entonces de que su vida está por terminar, ya que ha conocido a Jesús (el amor). El cuento termina abruptamente con la partida del protagonista de Buenos Aires, quien decide escapar del amor, para lo cual debe continuar vagando eternamente por el mundo.
“Ya lo siente. El amor, su enemigo, está aquí. La sobrina del pulpero le roza el brazo y él siente el contacto como una quemadura cruel. Es el amor: el deseo antiguo como el mundo; el hambre que devora y enriquece; el hambre de los cuerpos y las almas; el hambre... El peregrino aprieta los labios para no pronunciar las palabras que debe decir cada vez, pero las palabras le horadan los labios y escapan, monótonas, como siempre: -Ve, sigue, sigue tu camino. La muchacha le contempla asombrada. ¡Sería tan hermoso quedarse junto a ella, hundir la cabeza en la frescura de su regazo, y reposar! Pero no. El amor es el signo, la orden de marcha. Hasta el fondo de los tiempos le perseguirá, irónico, vengándose sin alivio de quien odió porque sí, por odiar, sólo por odiar. El judío errante se echa la alforja a la espalda y se aleja.”

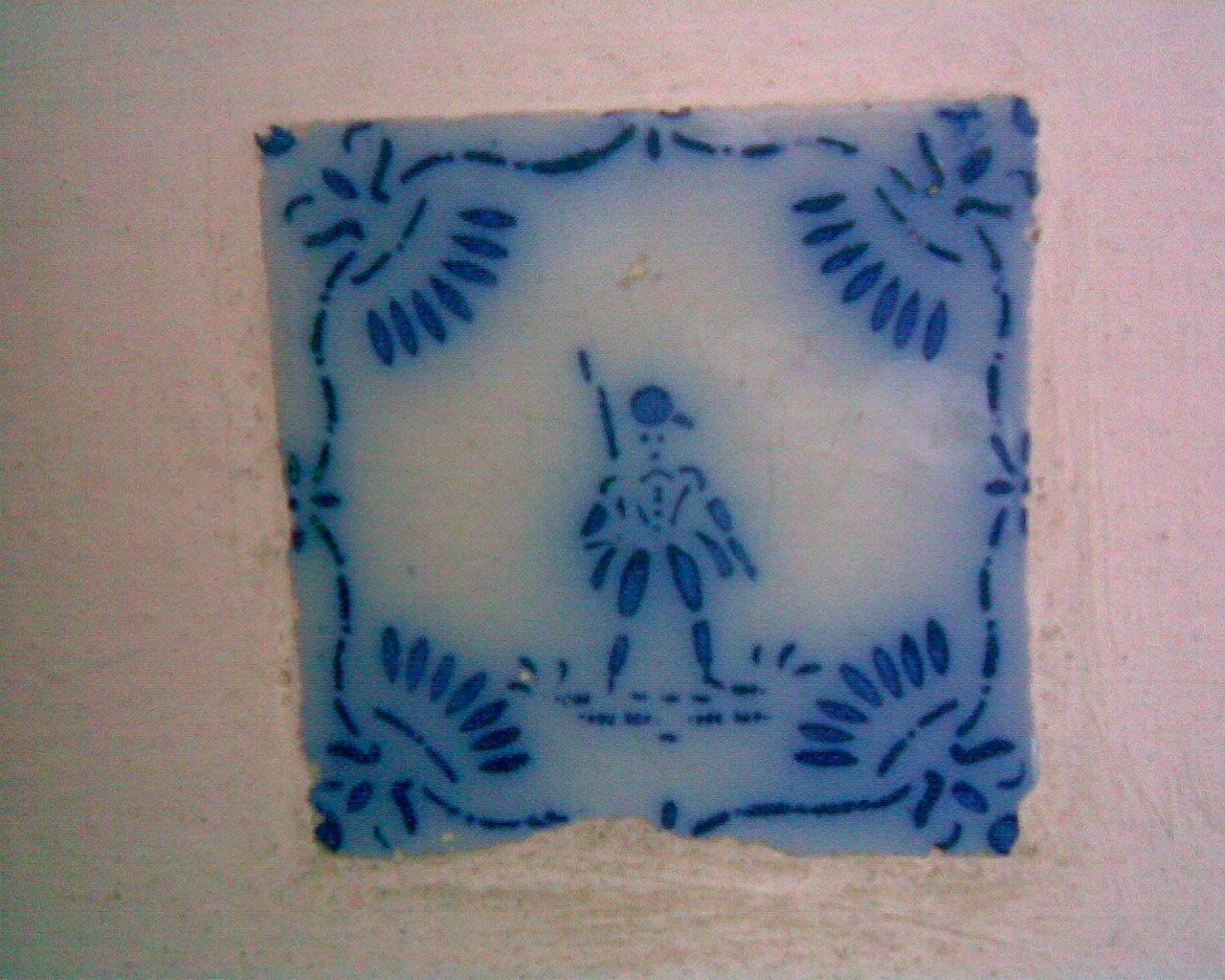
"El hombrecito del azulejo", obra inspirada en el cuento homónimo.

### El hombrecito del azulejo
"El hombrecito del azulejo" es un cuento maravilloso que une hechos sobrenaturales, como un hombrecito en un azulejo que tiene vida, o la mismísima Muerte, con personajes realistas e históricos, tales como Eduardo Wilde, Ignacio Pirovano y José Guadalupe Posadas. 
Esta historia transcurre en la ciudad de San Miguel en Buenos Aires, cuando dos doctores salen del cuarto de un niño que se encuentra terriblemente enfermo. Tanto el doctor Pirovano como el doctor Wilde saben que el niño está en muy graves condiciones y dudan acerca de que sobreviva la noche. La Muerte escucha la conversación de ambos y se prepara para llevarse al niño. En el mismo patio en que se encontraba la Muerte hay otro peculiar personaje: el hombrecito del azulejo, una personita dibujada en uno de los azulejos que habían traído de Francia y habían puesto en una esquina debido a que era una falla. Daniel, el niño enfermo, solía hablar con este hombrecito, al que nombró Martinito.
"El hombrecito se asoma desde su escondite y la espía. En el patio lunado, donde las macetas tienen la lividez de los espectros, y los hierros del aljibe se levantan como una extraña fuente inmóvil, la Muerte evoca las litografías del mexicano José Guadalupe Posada, ese que tantas “calaveras, ejemplos y corridos” ilustró durante la dictadura de Porfirio Díaz, pues como en ciertos dibujos macabros del mestizo está vestida como si fuera una gran señora, que por otra parte lo es."
Al llegar la noche, el hombrecito, preocupado por Daniel y porque nadie más lo visitaría si este muere: “da un paso y abandona su cuadrado refugio” y comienza a hablar con la parca con el fin de distraerla y que se olvide de ir en busca del enfermo. Ambos personajes siguen hablando hasta que finalmente se pasa el tiempo en que Daniel debía ser llevado al otro mundo. La Muerte se enoja, y Martinito escapa hacia su azulejo, pero la Muerte lo captura y lo arroja al suelo, donde se quiebra en dos. Luego, recoge los pedazos y los tira al aljibe del patio.
A la mañana siguiente, los dos médicos entran a la habitación de Daniel y ambos se enteran de que “la enfermedad hizo crisis como presumían”, pero para mejor, ya que el niño se había curado. Una semana después, Daniel busca al hombrecito del azulejo pero no lo encuentra, por lo que llora desconsoladamente en el aljibe, donde solo logra ver su propia imagen.

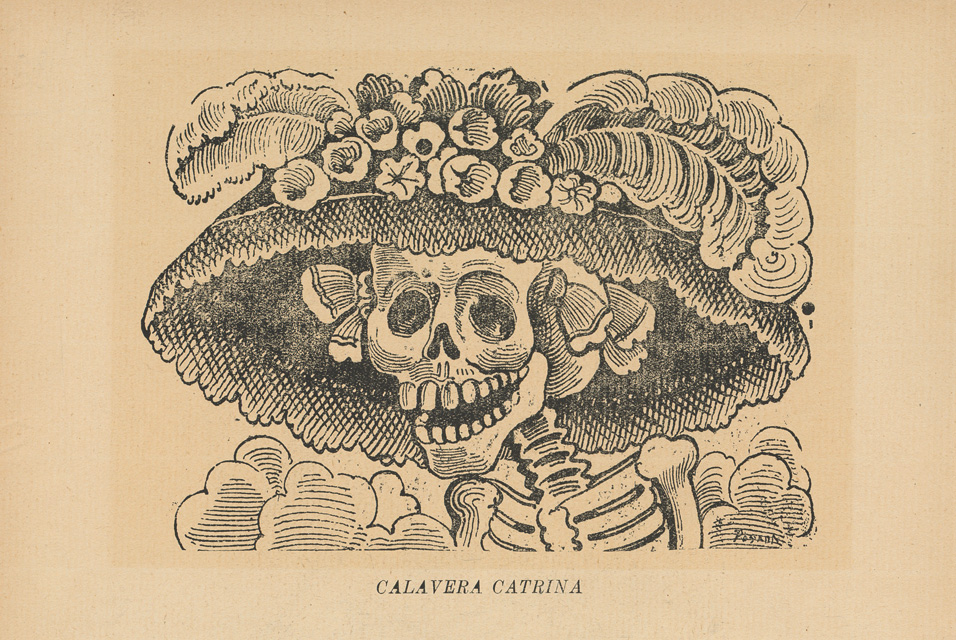
"La Calavera Catrina" (1910), de José Guadalupe Posada.

El tiempo pasa y Daniel todavía no olvida al hombrecito. Un día van dos hombres a limpiar el aljibe con baldes y cepillos. Uno de los hombres encuentra algo extraño: el hombrecito del azulejo en una sola pieza, “porque si un enano francés estampado en una cerámica puede burlar a la muerte, es justo que también puedan burlarla las lágrimas de un niño”.
Mujica Lainez poetiza con la idea de que el amor puede lograr cosas maravillosas y milagrosas, como engañar a la muerte. Al igual que en Las mil y una noches o en El Decamerón, el autor le da poder a la narración recurriendo al viejo tópico que iguala el silencio con la muerte y el relato con la vida.

### El salón dorado (1904)
El cuento "El salón dorado" es el último del volumen Misteriosa Buenos Aires  y transcurre en 1904 en la lujosa mansión de Doña Sabina, una mujer mayor de la clase alta de Buenos Aires, quien posee un carácter “autoritario, egoísta, celoso, quejoso”. Años antes del presente del relato, esta adinerada señora comienza a tener graves problemas de salud que casi provocan su muerte y que la dejan paralítica y con una creciente sordera. Debido a esto, el médico que la atendía, el doctor Giménez, recomienda que yazca en un lugar sin moverse mucho ni ser estorbada. Por eso ella elige trasladar su cama al ‘Salón Dorado’ de la casa, que estaba repleto de lujosos muebles y decoraciones, y de todos sus sirvientes solo se comunica con Ofelia, su ama de llaves.

Comienza la historia con el reciente fallecimiento de Matildita, la sobrina de Doña Sabina, quien la visitaba todos los días y pasaba el tiempo bordando en el salón. Aquella señora la despreciaba tanto porque notaba que “había algo” entre ella y el doctor Giménez, lo cual le causaba celos, así como otras delirantes presunciones: “La niña Matildita… la niña Matildita… siempre en un rincón, bordando, bordando… ¡farsante! Seguramente calculaba que algún día la podría heredar, y que esa casa y los coches y la fortuna le pertenecerían. Y ahora ha muerto… ha muerto la ratita gris”. Por esto, termina haciéndole un escándalo al doctor, que provoca que este no regrese nunca más. Doña Sabina considera su situación como un estado exclusivo y se enorgullece de que nadie más pueda ocupar su lugar privilegiado, al tiempo que se pregunta qué dirá la gente de afuera sobre "la señora excéntrica de la calle San Martín”. 

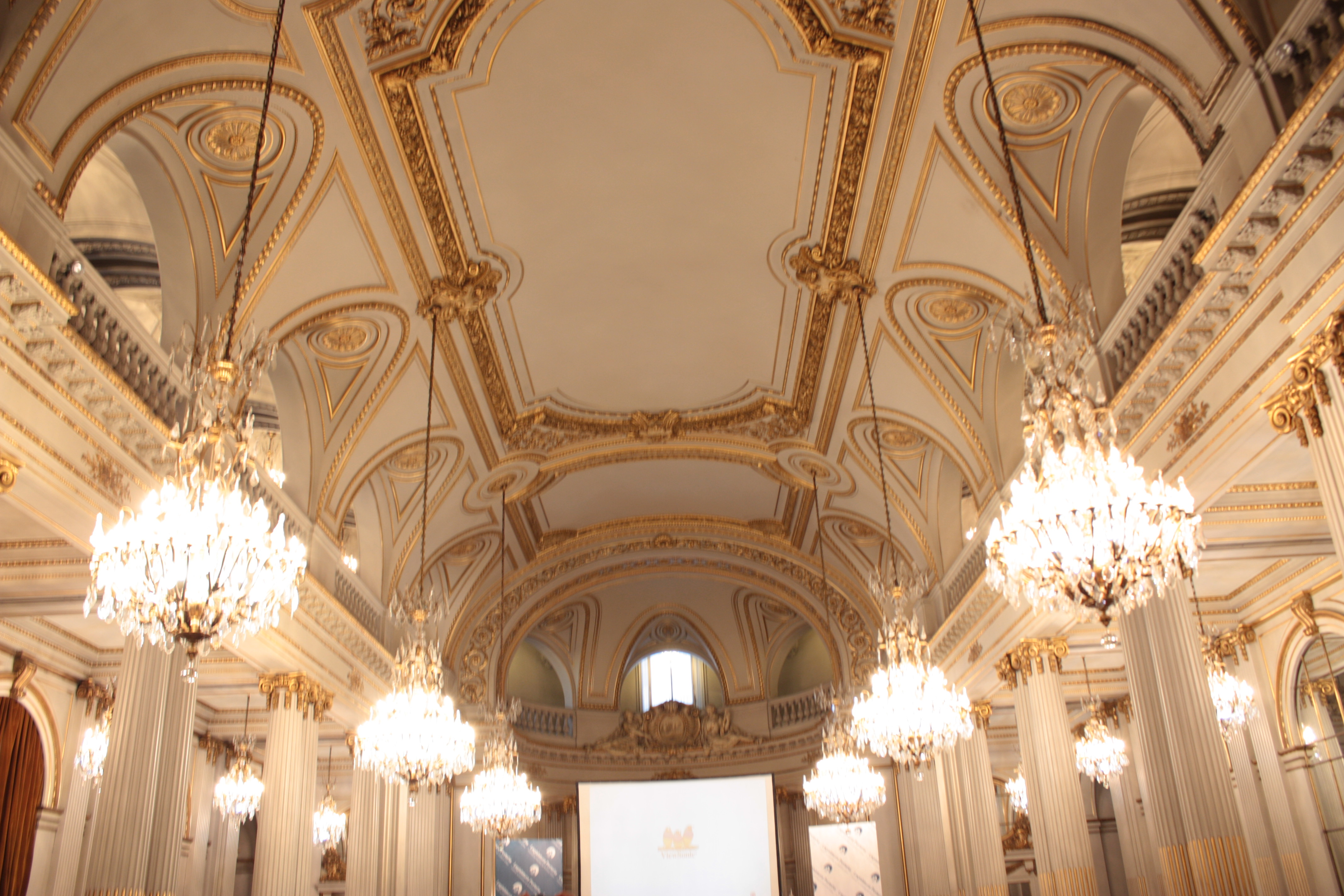
Salón Dorado

Con la ausencia de Matildita, un día Ofelia se cansa y, luego de darle un baño a la señora, la lleva contra su voluntad en el sillón de ruedas fuera del cuarto por primera vez en años. Mientras que pasean por la casa, Doña Sabina se horroriza al ver que todas sus esculturas, cuadros, pinturas y muebles ya no están, y en las puertas de las habitaciones hay carteles de puestos de trabajo de clase media. Ofelia le explica entre lágrimas que la situación económica de la señora es insostenible y que solo han logrado conservar a la señora en ese salón gracias al alquiler de los cuartos y a que Matildita bordaba para un local. Luego Ofelia le dice que renuncia, la deja sola y se va.
El último cuento de la serie culmina la obra presentando la decadencia de la burguesía argentina, clase que se ha fagocitado a sí misma y a las demás desde el comienzo del libro. El salón dorado brilla por fuera pero solo es una apariencia. La familia ha muerto y ya nadie continuará la estirpe. Tras siglos de muerte, guerra, traiciones y venganza, solo el amor y la amistad han podido brillar por momentos en ese salón dorado, oscuro y misterioso que es Buenos Aires, donde los hombres se aman y se traicionan, “como animales grises y negros, como lobos y hienas alrededor de la gran hoguera".